# Xnews
Xnews ist ein Usenet-Newsreader, der von Luu Tran in Delphi entwickelt wurde. Einige seiner Eigenschaften wurden von NewsXpress inspiriert.
Xnews ist ein Online-Newsreader. Das bedeutet, man muss die Internetverbindung während der Benutzung aufrechterhalten, sofern man keinen lokalen Newsserver wie z. B. Hamster benutzt.
Xnews bietet ein mächtiges Scoring-System zur automatisierten Bewertung eintreffender Newsartikel und arbeitet sehr schnell, zudem lässt er sich in Erscheinungsbild (Farben, Schriften) und Handhabung (Tastaturkürzel) sehr weitgehend auf die Erfordernisse seines Benutzers einstellen. Andererseits weist er eine Reihe technischer Fehler auf; vor allem fehlt beim Versenden von Nachrichten, die z. B. Umlaute enthalten, die dafür erforderliche MIME-Kodierung, was sich aber mit zusätzlicher Software wie dem Proxy-Newsserver Morver nachholen lässt.